# Kō Ōtani
Kō Ōtani (大谷 幸 Ōtani Kō?), nacido el 1 de mayo de 1957 es un compositor, arreglista y pianista japonés. Ha compuesto las bandas sonoras para varias películas de Gamera, así como de anime y videojuegos, siendo el compositor de la banda sonora de Shadow of the Colossus.

## Biografía
Kô Otani nació en Tokio, Japón. Después de graduarse de la universidad, se convirtió en miembro fundador de la empresa Yuji Saito Production Musical Imagine en noviembre de 1986. La compañía ha crecido para ofrecer músicos como Kohei Tanaka, Hamaguchi Shiro, Hayato Matsuo, y Miyazaki Shinji, que han llegado a ser bien conocidos por la composición y orquestación cinematográfica a través de Otani. En 1987, Kô hizo su debut como compositor con el popular anime manga adaptación City Hunter, que le valió el reconocimiento en la industria. Más tarde pasó a trabajar en títulos como Spy Games (1988), The Ultimate Teacher (1988), The Yadamura Waltz (1988), y You're Under Arrest (1994). El anime Future GPX Cyber fórmula (1991) y Mobile Suit Gundam Wing (1995) y varias películas de la serie de Gamera son algunas de sus obras más conocidas.
En 2001, creó la banda sonora de la película Godzilla, Mothra, King Ghidorah: Daikaijū Sōkōgeki. Otros resultados notables por Otani incluyen Outlaw Star (1998), Gundam Wing: Endless Waltz (1998), Cross Fire (2000), The SoulTaker (2001), Haibane Renmei (2002), Zatch Bell! (2003), Eyeshield 21 (2005), Pumpkin Scissors (2006), Deltora Quest (2007), y Over Drive (2007). También ha sido director musical y tecladista de la banda Dreams Come True. Apareció en Eminence Symphony Orchestra's events A Night in Fantasia 2007: Symphonic Games Edition and Unearthing Eden ~The sounds of AINARU~ in 2007.
A lo largo de su carrera, Otani también ha compuesto música para varios videojuegos, haciendo su debut en 1995 con Shooter game Philosoma. En 2000, creó la banda sonora de Flight Simulator Sky Odyssey. Él compuso Shadow of the Colossus en 2005, su obra más famosa en los videojuegos. Otani no solamente se encargó de componer la música de Wild Arms: Twilight Venom (2000), una adaptación al anime de la serie Wild Arms de videojuegos, sino que también arregló composiciones de la música de las series de Michiko Naruke. Hizo dos más de anime adaptados a videojuegos: Night Warriors: Darkstalkers' Revenge (1997) y Popolocrois Monogatari (1998). En 2005, creó la canción "Madness" junto a Hiroko Shigezumi para el juego de Square Enix Heavy Metal Thunder.

## Discografía

### Bandas Sonoras de Anime
| Título del Anime                                                     | Año de Salida |
| -------------------------------------------------------------------- | ------------- |
| Ultimate Teacher                                                     | 1988          |
| Future GPX Cyber Formula                                             | 1991          |
| Future GPX Cyber Formula 11 (OVA)                                    | 1992          |
| Future GPX Cyber Formula Zero (OVA)                                  | 1994          |
| Estás Arrestado (OVA)                                                | 1994          |
| Mobile Suit Gundam Wing                                              | 1995          |
| Birdy the Mighty (OVA)                                               | 1996          |
| Bronze: Zetsuai Since 1989 (OVA)                                     | 1996          |
| Future GPX Cyber Formula: Early Days Renewal (OVA)                   | 1996          |
| Mobile Suit Gundam Wing: Operation Meteor (OVA)                      | 1996          |
| Estás Arrestado (Taiho Shichauzo)                                    | 1996          |
| Mobile Suit Gundam Wing: Endless Waltz (OVA)                         | 1997          |
| Tenchi Muyō!:Daughter of Darkness (2.ª Película)                     | 1997          |
| Gundam Wing Endless Waltz Special Edition (Película)                 | 1998          |
| Outlaw Star                                                          | 1998          |
| Popolocrois Monogatari                                               | 1998          |
| Vampire Hunter (OVA)                                                 | 1998          |
| Wild Arms - Twilight Venom                                           | 1999          |
| The SoulTaker                                                        | 2001          |
| Zoids/ZERO                                                           | 2001          |
| Haibane Renmei                                                       | 2002          |
| Estás Arrestado (OVA)                                                | 2002          |
| Konjiki no Gash Bell!! (Zatch Bell)                                  | 2003          |
| Blade of the Phantom Master                                          | 2004          |
| Konjiki no Gash Bell!!: 101 Banme no Mamono (1.ª Película)           | 2004          |
| Daphne in the Brilliant Blue                                         | 2004          |
| Shakugan no Shana                                                    | 2005          |
| Konjiki no Gash Bell!! (2.ª Película)                                | 2005          |
| Eyeshield 21                                                         | 2005          |
| Ayakashi Ayashi                                                      | 2006          |
| Pumpkin Scissors                                                     | 2006          |
| Shakugan no Shana Special: Off-Campus Class on Love and Onsen! (OVA) | 2006          |
| Yoshinaga-san'chi no Gargoyle                                        | 2006          |
| Deltora Quest                                                        | 2007          |
| Over Drive                                                           | 2007          |
| Shakugan no Shana (Película)                                         | 2007          |
| Shakugan no Shana (2.ª Temporada)                                    | 2007          |
| Blade of the Inmortal                                                | 2008          |
| Hakuouki                                                             | 2008          |
| Tokyo Magnitude 8.0                                                  | 2009          |
| Another                                                              | 2012          |
| Kenja no Mago                                                        | 2019          |

### Bandas Sonoras de Películas
| Título de la película                              | Año de Salida |
| -------------------------------------------------- | ------------- |
| Yamadamura waltz                                   | 1988          |
| Spy Games                                          | 1988          |
| Gokudô sensô: Butôha                               | 1991          |
| Yonigeya Hompo 2                                   | 1993          |
| Sotsugyo ryoko: Nihon kara kimashita               | 1994          |
| It's a Summer Vacation Everyday                    | 1994          |
| Gamera: Daikaijū Kūchū Kessen                      | 1995          |
| Gamera 2: Legion Shūrai                            | 1996          |
| School Ghost Story 3                               | 1997          |
| Gamera 3: Jyashin Iris Kakusei                     | 1999          |
| Cross Fire (Kurosufaia)                            | 2000          |
| Godzilla, Mothra, King Ghidorah: Daikaijū Sōkōgeki | 2001          |
| Shoro nagashi                                      | 2003          |
| Like Asura (Ashura no Gotoku)                      | 2003          |
| Lucky Ears (Fukumimi)                              | 2003          |
| Amoretto                                           | 2004          |
| A Hardest Night!! (Nezu no ban)                    | 2005          |
| Irasshaimase, kanja-sama                           | 2005          |
| The iDol                                           | 2006          |

### Bandas Sonoras para Videojuegos
| Título del Videojuego  | Plataforma    | Año de lanzamiento | Compañía                    |
| ---------------------- | ------------- | ------------------ | --------------------------- |
| Philosoma              | PSX           | 1996               | Sony Computer Entertainment |
| Shadow of the Colossus | PlayStation 2 | 2005               | Sony Computer Entertainment |